# Xochimilco
Xochimilco este o suburbie a capitalei Mexicului, Ciudad de Mexico, loc care se află la distanța de 25 de km de interiorul orașului. El este cunoscut azi sub denumirea de „Grădinile plutitoare”. Numele locului provine din limba nahuati:xochi(tl) = floare; mil(li) = câmp ceace tradus ar fi „Locul florilor de câmp”.

## Grădinile plutitoare
„Grădinile plutitoare” sunt pentru locuitori ca și pentru turiști un loc atractiv. Grădinile constau de fapt  dintr-o împletitură de canale artificiale cu apă, între care se află insulițe cu flori care se întind pe o lungime de 150 de km. Azi grădinile servesc ca loc de recreație pentru locuitori sau turiști, mâlul roditor de aici este însă utilizat și de agricultură care obține recolte bogate tot timpul anului. Locul este renumit și prin piața de flori sau bărcile colorate (trajineras), care pot fi închiriate.